# Жукова Софія Іванівна
Софíя Івáнівна Жýкова (рос. Софья Ивановна Жукова; 1939, Звягіно, Горьківська область, РРФСР, СРСР — 29 грудня 2020, Хабаровськ, Росія) — російська серійна вбивця, яка в період з 2005 по 2019 рік вбила та розчленувала трьох людей. Вважається найстаршою серійною вбивцею Росії та колишнього СРСР (на момент останнього злочину їй було 80 років). У деяких джерелах відзначається, що Жукова частково з'їдала своїх жертв. Померла від коронавірусної інфекції COVID-19 до суду, визнана винною посмертно.

## Біографія до злочинів
Народилася у 1939 році в селищі Звягіно Нижегородської області. Освіти не мала, з труднощами вміла читати і писати, працювала різноробочою. Пізніше переїхала в Хабаровськ, де стала жити на околиці міста — в селищі Березівка, вийшла заміж і народила двох синів. У 2005 році чоловік Жукової помер, після чого в її психіці відбулися зміни, що стало приводом для вбивств. Жінка часто конфліктувала з сусідами і погрожувала їм, але ніхто не сприймав її погрози всерйоз.

## Убивства
У грудні 2005 року Жукова зарубала сокирою 8-річну сусідку Анастасію Алексеєнко, тіло розчленувала і викинула залишки в пакеті на вулицю. Злочин вона згодом пояснила тим, що дівчинка часто галасувала і заважала їй. За два тижні розчленовані залишки дівчинки знайшов один із жителів. Жукову у скоєнні злочину ніхто не запідозрив.
Наприкінці березня — початку квітня 2013 року Жукова вбила сокирою свою подругу — 77-річну Анастасію Міхеєву, яка була в гостях у Жукової. Її розчленовані залишки також знайшли місцеві жителі. Жукова пізніше пояснила це вбивство тим, що подруга поводилася високомірно до неї. У квартирі Софії Жукової співробітники правоохоронних органів знайшли сліди крові, але Жукова пояснила їм, що у Міхеєвої через високий тиск пішла кров з носу. Жукову запідозріли, але не звинуватили у вбивстві.
Вночі з 28 січня на 29 січня 2019 року Жукова зарубала сокирою і розчленувала 57-річного двірника з України Василя Шляхтича, який винаймав у неї кімнату. Його розрубані залишки знайшли діти на звалищі.

## Арешт, слідство, суд та смерть
Після вбивства Шляхтича в квартирі Жукової, де він винаймав кімнату, знайшли сліди крові. Цього разу Жукову було заарештовано. Під час заарештування Жукова чинила супротив співробітникам правоохоронних органів. Убивство вона пояснила слідчим тим, що двірник натякав їй на інтимну близькість. Спочатку Жукова зізналася лише у вбивстві Шляхтича, однак пізніше розповіла співкамерницям в СІЗО про вбивство дівчинки і подруги. Співкамерниці розповіли про це слідчим. Незабаром і сама Жукова визнала провину і в подробицях розповіла обставини і причини кожного вбивства, але вже за 2 місяці відмовилася від власних свідчень. Судова психолого-психіатрична експертиза визнала Жукову осудною.
Наприкінці грудня 2020 року захворіла на коронавірус і була ушпиталена до міської лікарні № 10 міста Хабаровська, де і померла 29 грудня. Визнана винною у трьох вбивствах посмертно.

## У масовій культурі
- Документальний фільм «Уссурійська тигриця» з циклу «Слідом монстра»[5].